# Australian Championships 1936
Die 29. Australian Championships waren ein Tennis-Rasenplatzturnier der Klasse Grand Slam, das von der ILTF veranstaltet wurde. Es fand vom 18. bis 27. Januar 1936 in Adelaide, Australien statt.
Titelverteidiger im Einzel waren Jack Crawford bei den Herren sowie Dorothy Round bei den Damen. Im Herrendoppel waren Jack Crawford und Vivian McGrath, im Damendoppel Evelyn Dearman und Nancy Lyle die Titelverteidiger. Im Mixed waren Louie Bickerton und Christian Boussus die Titelverteidiger.